# Hôpital Foch
Het Hôpital Foch is een ziekenhuis in Suresnes, Île-de-France (Frankrijk). Het is opgericht in 1929. Het was een van de belangrijkste en bekendste centra voor pulmonologie en neurowetenschap in Europa. Het is onderdeel van de Établissement de santé privé d'intérêt collectif en een academisch ziekenhuis van de Universiteit van Versailles-Saint-Quentin-en-Yvelines en is een van de grootste ziekenhuizen van Europa.